# Mokšanskij rajon
Il Mokšanskij rajon (in russo Мокшанский район?) è un rajon dell'Oblast' di Penza, nella Russia europea. Istituito nel 1928, il suo capoluogo è Mokšan.